# ファイティング・タイガー
『ファイティング・タイガー』（原題: Man of Tai Chi）は、2013年に中国とアメリカ合衆国が共同制作した武術映画。

## 概要
本作は俳優キアヌ・リーブスにとっては主演ばかりでなく、初めて映画監督として映画の演出を務めた作品である。
制作はアメリカ側はキアヌ・リーブスの代表作『マトリックス』を手掛けたヴィレッジ・ロードショー・ピクチャーズとユニバーサル・スタジオ、中国側は国営映画会社中国電影集団と万達電影。主役の一人はマトリックスでキアヌ・リーブスと共演したタイガー・チェン、アクション・ディレクターはマトリックスでアクション指導を行ったユエン・ウーピン。
日本では、当初劇場公開はされずに『キアヌ・リーブス ファイティング・タイガー』という邦題でソフト発売のみが予定されていたが、その後期間限定で劇場公開されることが決定した。

## あらすじ
太極拳を学ぶ真面目な青年タイガー。彼は師匠の寺を再開発の手から守るため、数々の格闘技大会に出場し、賞金の獲得と太極拳の普及に努めていた。ある日、タイガーは謎の男ドナカに招待され、ルール無用の闇の格闘技大会に参加することになる。これはドナカ自身が主催している大会で、ペイ・パー・ビューで全世界に中継されており、勝てば大金が手に入るが、負ければ最悪の場合、死が待っているといった危険なものだった。タイガーは、次々と強敵を打ち負かしていくが、次第にドナカと彼の組織に対して強い疑念を抱いていく。

## キャスト
※括弧内は日本語吹替
- タイガー（チェン・リンフー） - タイガー・チェン（浪川大輔）
- ドナカ・マーク - キアヌ・リーブス（小山力也）
- チン・シー刑事 - カレン・モク（浅野まゆみ）
- ヤン老師 - ユエ・ハイ（土師孝也）
- シェク・クワン刑事 - マイケル・トング（前田一世）
- ワン警視 - サイモン・ヤム（魚建）
- チン・シャ - チン・イー（下山田綾華）
- 痩せた男 - 平田康之
- ゴン - ブライアン・シスウォージョー（伊藤健太郎）
- タク・ミン - サム・リー（増元拓也）
- ティン・ルー老師 - ジュウロン・グオ（魚建）
- ワン・イー - ファン・ジャン・シャン（松本忍）
- リー・ホン - ジーハン・シャ（鷄冠井美智子）
- チョウ・ピン - クン・ジュ（櫻井トオル）
- ギラン - イコ・ウワイス
- Mr.チェン（チェンの父） - タン・ウェイ・ヤ（田原正治）
- Mrs.チェン（チェンの母） - ヨ・ナ（仲村かおり）
- 都市計画顧問協会の主任 - ハオ・ヤン（塩谷綾子）
- 宅配便業者のマネージャー - ウェン・ホァン・リュウ（後藤光祐）